# Блаженство с пятой восточной
«Блаже́нство с пя́той восто́чной» (англ. The Trouble with Bliss) — американская комедийная драма 2011 года режиссёра Майкла Ноулза. В главных ролях Майкл Си Холл и Бри Ларсон. Премьера фильма в США состоялась 23 марта 2012 года.

## Сюжет
Моррису Блиссу 35 лет, он хочет путешествовать, но у него нет на это денег. Ему нужно найти работу, но у него нет никаких перспектив. Блисс всё ещё живёт со своим овдовевшим отцом, а преждевременная смерть его матери до сих пор не даёт ему успокоиться.
Жизнь Морриса внезапно меняется, когда он заводит отношения с 18-летней дочерью бывшего одноклассника. Благодаря этому Моррис понимает, насколько однообразна его жизнь, и пытается изменить её.

## В ролях
| Актёр             | Роль                                      |
| ----------------- | ----------------------------------------- |
| Майкл Си Холл     | Моррис Блисс                              |
| Бри Ларсон        | Стефани Джусски                           |
| Питер Фонда       | Сэймур Блисс отец Морриса                 |
| Гленн Кубота      | мистер Чарльз                             |
| Люси Лью          | Андреа соседка Морриса                    |
| Брэд Уильям Хэнке | Стивен Джусски друг Морриса, отец Стефани |
| Крис Мессина      | Эн Джей                                   |
| Мэри Годжин       | миссис Краксо                             |
| Мелани Торрес     | Синди                                     |
| Сара Шахи         | Хэтти Сканк / Хэтти Рокуорт               |
| Джошуа Элшер      | Торк                                      |
| Лиз Холтан        | Мэй                                       |
| Кейт Симсес       | Нэнси                                     |
| Скотт Джонсен     | Джордж                                    |
| Реа Перлман       | Мария                                     |
| Кристиан Кэмпбелл | Уолтер Ноттс                              |
| Моника Дюпри      | покупательница                            |

## Награды
| Год  | Награда                   | Категория                   | Результат |
| ---- | ------------------------- | --------------------------- | --------- |
| 2011 | Кинофестиваль в Сан-Диего | Лучший художественный фильм | Победа    |